# Società Abruzzese Gestione Aeroporto
Società Abruzzese Gestione Aeroporto S.p.A. (in acronimo SAGA) è la società che gestisce l'Aeroporto di Pescara.
È stata fondata nel 1981 e l'azionariato societario è composto per il 99,99% dalla Regione Abruzzo, soltanto una quota simbolica è detenuta dalla società Future Cleaning Srl.
Ha sede presso l'Aeroporto di Pescara.

## Consiglio d'Amministrazione
Dal aprile 2018 il Consiglio d'Amministrazione è così composto:
- Presidente: Enrico Paolini
- Consiglieri: Emilio Schirato, Stefano Menozzi, Antonella Bosco e Romina Di Costanzo